# Mialos
Mialos [mjalɔs] ist eine französische Gemeinde mit 140 Einwohnern (Stand 1. Januar 2022) im Département Pyrénées-Atlantiques in der Region Nouvelle-Aquitaine (vor 2016: Aquitanien). Die Gemeinde gehört zum Arrondissement Pau und zum Kanton Artix et Pays de Soubestre (bis 2015: Kanton Arzacq-Arraziguet).

## Geographie
Mialos liegt ca. 25 km nördlich von Pau in der historischen Provinz Béarn am nördlichen Rand des Départements.
Umgeben wird Mialos von den Nachbargemeinden:
| Louvigny         | Vignes                                      | Méracq |
| Fichous-Riumayou | Kompassrose, die auf Nachbargemeinden zeigt |        |
|                  | Lonçon                                      | Séby   |

Mialos liegt im Einzugsgebiet des Flusses Adour. Der Luy de France und sein Nebenfluss, der Ruisseau de Séby, durchqueren das Gemeindegebiet.

## Geschichte
Im Mittelalter entwickelte sich das Dorf um eine Motte und einer romanischen Kirche. 1232 ist es unter dem Namen Milos, 1513 unter dem Namen Mielos in den Schriften erwähnt worden. Die Herkunft des Namens stammt aus dem baskischen mil, das „rundlicher Hügel“ bedeutet. Dies ist insofern verwunderlich, weil Mialos in einem von Hügel umrundeten Becken liegt. Vor der Neuordnung der Territorien zu Beginn der Französischen Revolution gehörte Mialos zum Unterbezirk von Saint-Sever in den Landes.

### Einwohnerentwicklung
Nach einem Höchststand der Einwohnerzahl von rund 380 in der zweiten Hälfte des 19. Jahrhunderts reduzierte sich die Zahl bei kurzen Erholungsphasen bis zur Jahrtausendwende auf 95 Einwohner, bevor ein leichtes Wachstum auf über 100 einsetzte.
| Jahr      | 1962 | 1968 | 1975 | 1982 | 1990 | 1999 | 2006 | 2009 | 2022 |
| --------- | ---- | ---- | ---- | ---- | ---- | ---- | ---- | ---- | ---- |
| Einwohner | 155  | 141  | 140  | 119  | 122  | 99   | 95   | 97   | 140  |

## Sehenswürdigkeiten
- Pfarrkirche Saint-Martin, geweiht Martin von Tours. Die Ursprünge der Kirche mit einem einschiffigen Langhaus reichen in das Hochmittelalter zurück. Im 15. oder 16. Jahrhundert wurde sie umgestaltet. Aus dieser Zeit stammt auch der Eingang, dessen Rundbogen auf Eckkapitellen ruht. Neben der Tür ist eine Skulptur zu erkennen, die einem Mann zeigt, der eine Kordel in seinem Mund gepresst hält, eine Symbolik, die noch heute rätselhaft bleibt. Die Kirche wurde im 19. und im 20. Jahrhundert nochmals umgebaut. Im Innern birgt sie einen Altaraufsatz mit einem Tabernakel aus dem Ende des 17. Jahrhunderts. Das Dekor wird aufgewertet durch ein Gemälde des Malers Chavauty aus dem Jahre 1846, das den gekreuzigten Christus mit Maria und dem heiligen Johannes an seiner Seite darstellt. Weitere Ausstattungsgegenstände stammen aus dem 18. und 19. Jahrhundert und sind als nationale Kulturgüter registriert.[6][7]

## Wirtschaft und Infrastruktur
Die Landwirtschaft ist traditionell der wichtigste Wirtschaftsfaktor der Gemeinde.

### Verkehr
Mialos wird durchquert von der Route départementale 270 und ist über eine Linie des Busnetzes Transports 64 mit Pau und anderen Gemeinden des Départements verbunden.